# Sympherobius constrictus
Sympherobius constrictus är en insektsart som beskrevs av Oswald 1988. Sympherobius constrictus ingår i släktet Sympherobius och familjen florsländor. Inga underarter finns listade i Catalogue of Life.